# L'Enamorat

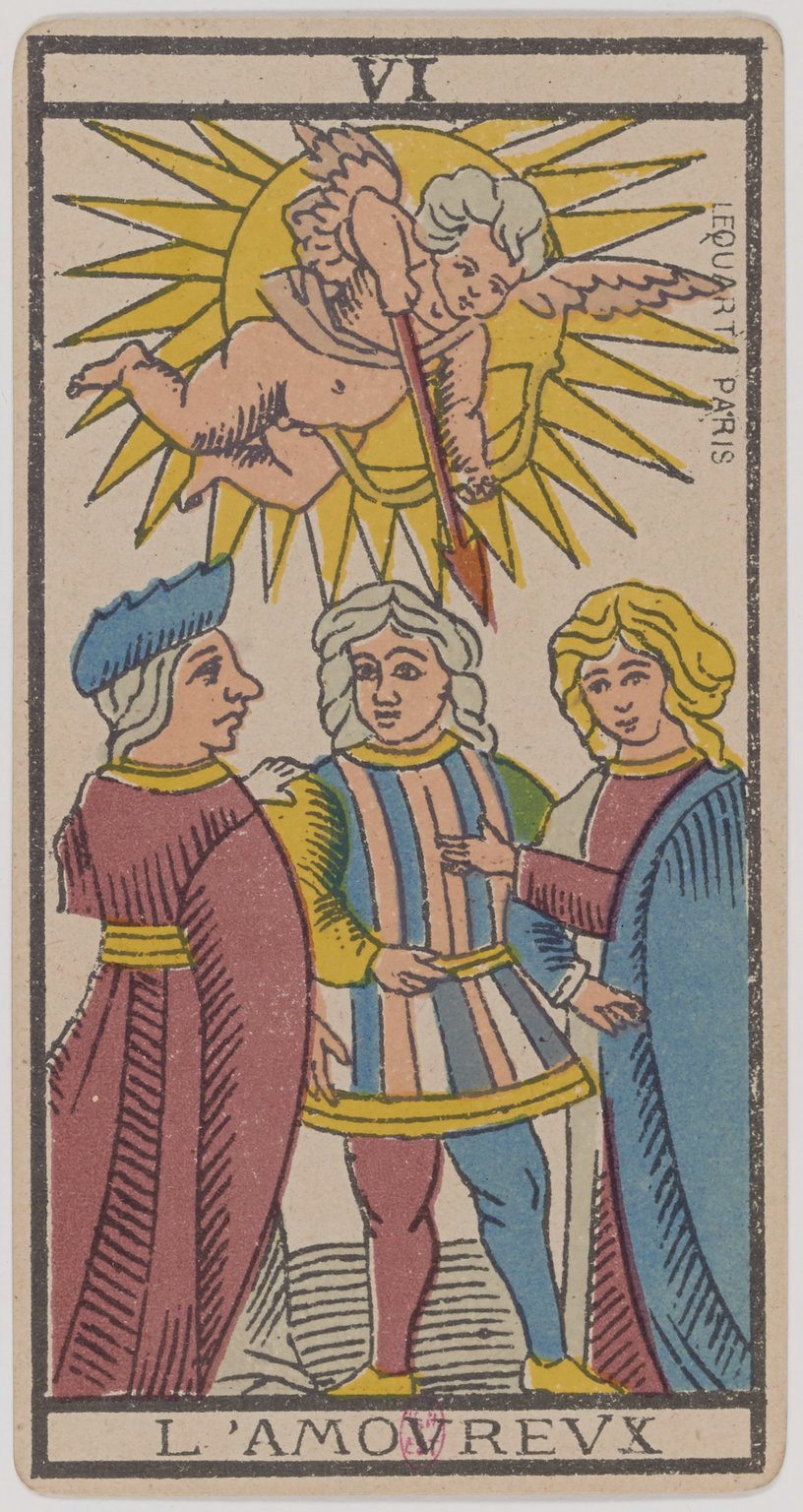
L’Enamorat, sisè arcà major del tarot. Representació del Tarot de Marsella

L'Enamorat (VI) és el sisè trumfo o arcà major en les baralles de tarot i s'utilitza tant per als jocs populars de tarot com en la cartomància.

## Disseny
Un home, entre dues dones, es troba amenaçat per una fletxa que sembla a punt de disparar-li un àngel de cabells rossos, o bé Cupido, que vola dins un esquema de disc solar. L'home, que es troba en el centre del grup, mira a la dona de l'esquerra, que apareix amb el rostre de perfil. Els trets de la dona són seriosos i sembla la major dels tres personatges. La seva mà esquerra es troba sobre l'espatlla de l'home, mentre que la dreta apunta al terra. La dona de la dreta, per altra banda, té rostre jove, fi i alegre. La seva mà esquerra es troba sobre el pit de l'home, mentre que la seva màdreta apunta cap avall, de manera que els seus braços es troben creuats. Un element característic pel que fa a la seva composició és que és el primer arcà en el que apareixen varis personatges en un mateix nivell (ja que els deixebles del Papa eren més petits que ell i estaven d’esquena).

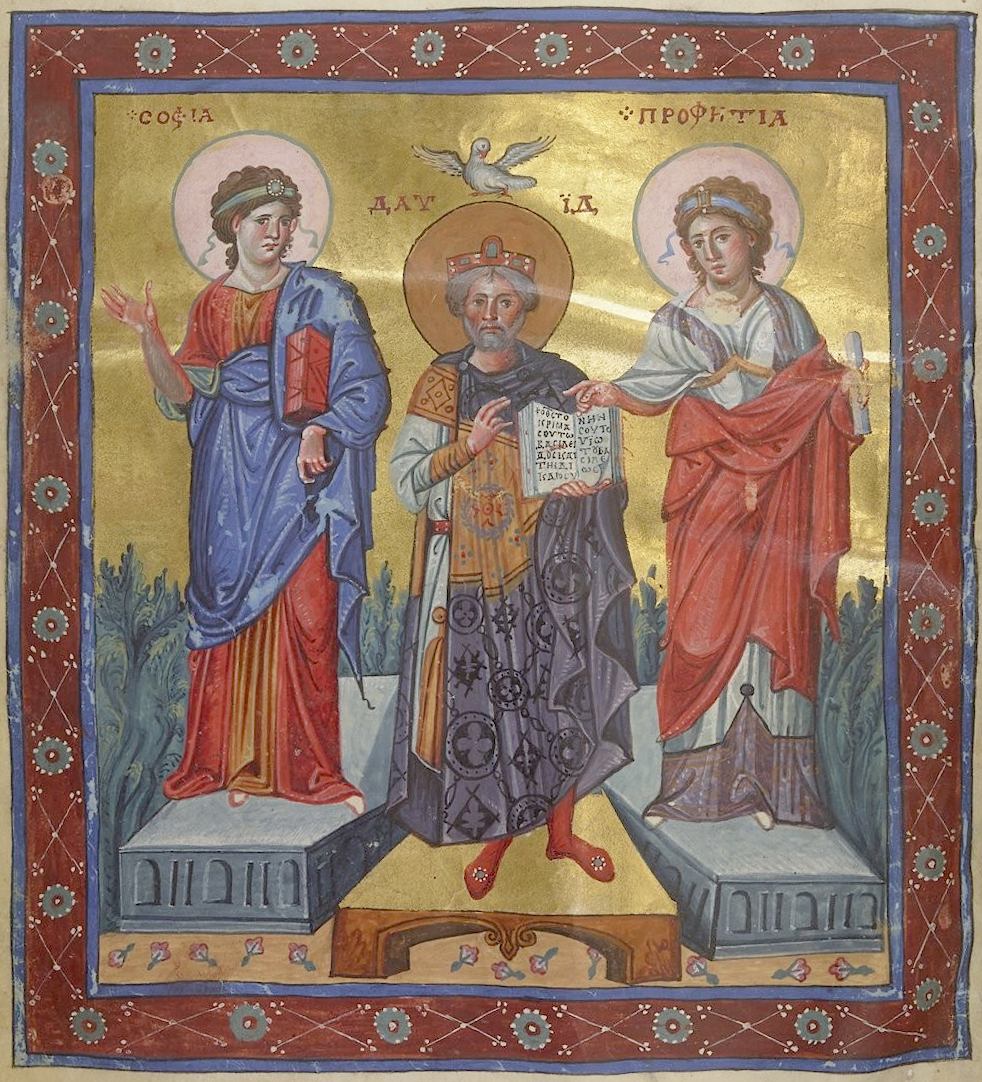
El rey David entre les al·legories de la Saviesa i Profecia, una altra il·lustració medieval de l'elecció entre dues vies.

Segons Alberto Couste, aquesta imatge sembla referir-se a la paràbola d'Heracles en la cruïlla entre la Virtut i el Vici narrada per Xenofont, Aquesta idea d'elecció entre dues vies seria comú durant l'edat mitjana, i es torna a veure, per exemple, en una miniatura romana d'Orient en la que es mostra a David elegint entre la Saviesa i la Profecía.
Al Tarot Rider-Waite, les imatges d’aquesta carta (que es coneix com "Els Amants") canvien significativament respecte al Tarot de Marsella. En aquest cas es mostra a Adam i Eva al Jardí de l'Edèn. En reduir el nombre de personatges de tres a dos, Waite pretenia reforçar la seva correspondència amb la constel·lació dels Bessons. També inclou l'Arbre del coneixement del bé i del mal amb una serp envoltant el seu tronc. La simbologia del no retorn quan es prenen males decisions i les conseqüències de la innocència perduda s'entenen millor a partir d’aquestes imatges.

## Interpretació
A La via del Tarot, Jodorowsky afirma que la tonalitat predominant en aquesta carta té a veure amb el plaer, la vida emocional. “Aquesta és la raó per la qual és tan complexa, tan rica en significats contradictoris. Obre el camp a innombrables projeccions, se li poden atribuir mil interpretacions que serien totes encertades en un moment donat”, ja que "les relacions dels seus protagonistes són extremadament ambivalents". Tot els seus elements ens duen a dir que es tracta d’una carta relacional que presenta l’inici de la vida social, és una carta d’unió i de desunió d’eleccions socials i emocionals.
L'elecció de la que parla la carta pot tenir resultats positius o negatius, ja que el que es representa és la bifurcació en el camí, la necessitat d'elegir, però no si el que s'elegeix acabarà bé o malament. Al cap i a la fí una cosa que ha començat bé es pot torçar en un moment donat, com podria ser el cas d'una relació amorosa. Edith Waite exemplifica això explicant que "l'amor és com un foc que pot encendre la flama de la passió, però també pot consumir i destruir si s'utilitza sense precaució".
Segons La clau pictòrica del tarot d'A.E. Waite, la carta dels Amants té diverses associacions adivinatòries: atracció, amor, bellesa, proves superades. Per altra banda, si la carta es llegeix invertida parlaria de fracàs, dissenys insensats, matrimoni frustrat i les contrarietats de tota mena.
| Precedit per: El Papa (V) | Arcans majors del Tarot | Succeït per: El Carro (VII) |

L’Enamorat (VI)
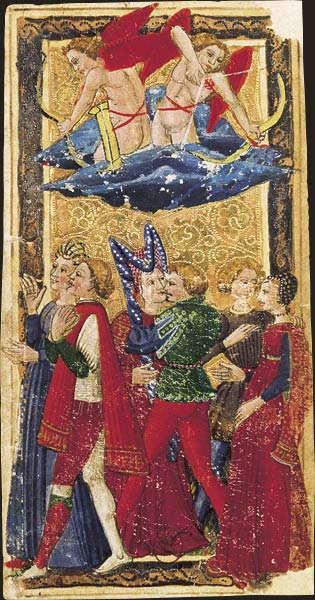
Baralla de Carles VI, segle XV.
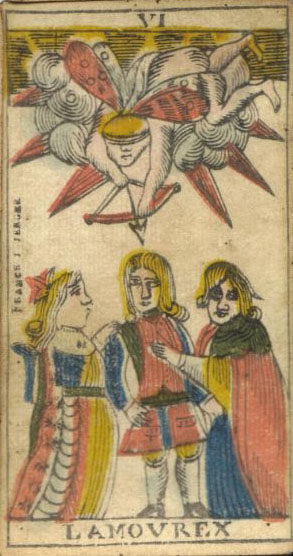
Tarot de Besançon, cap a 1820 –1830.
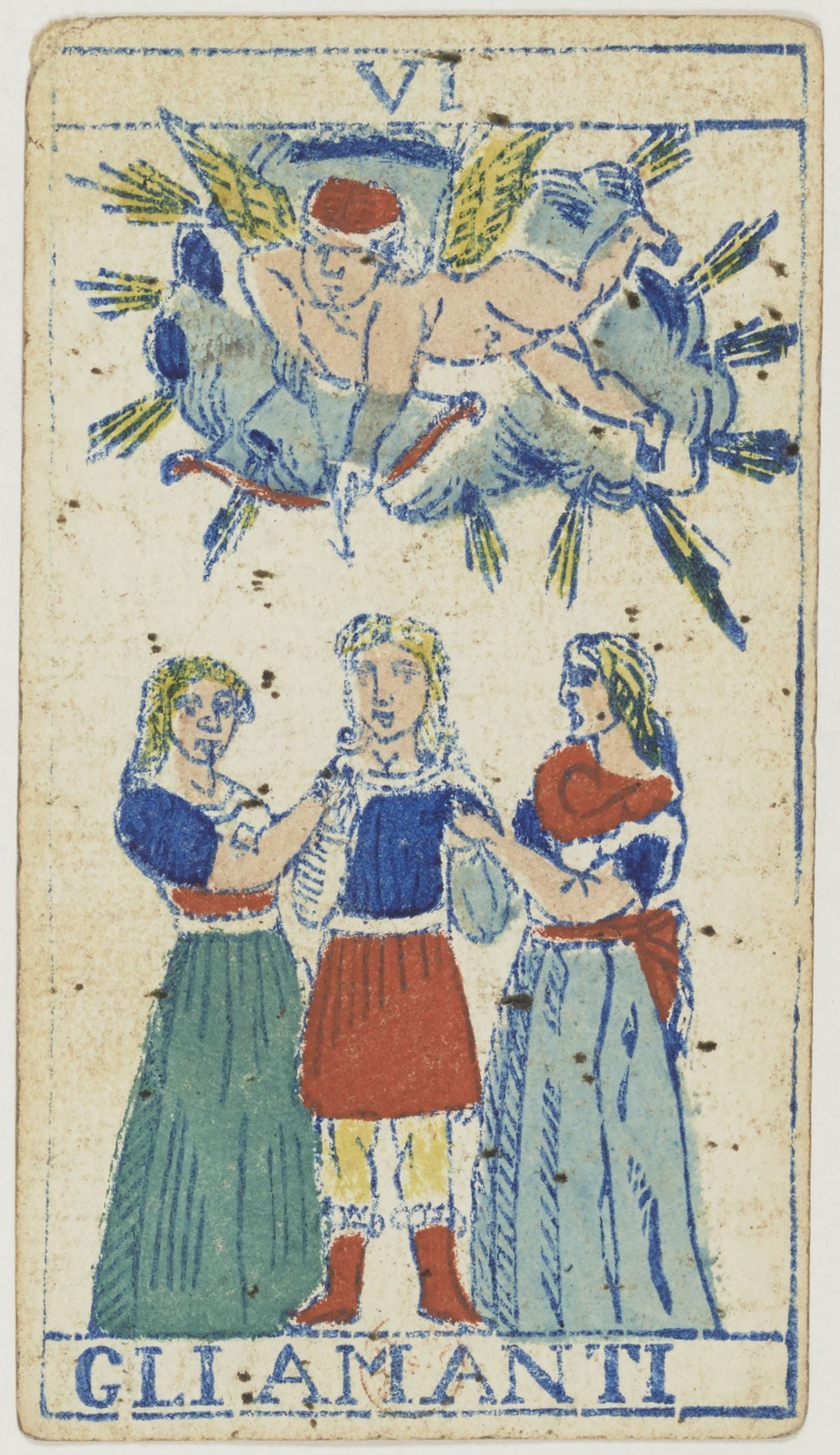
Tarot Piemontès, 1865.
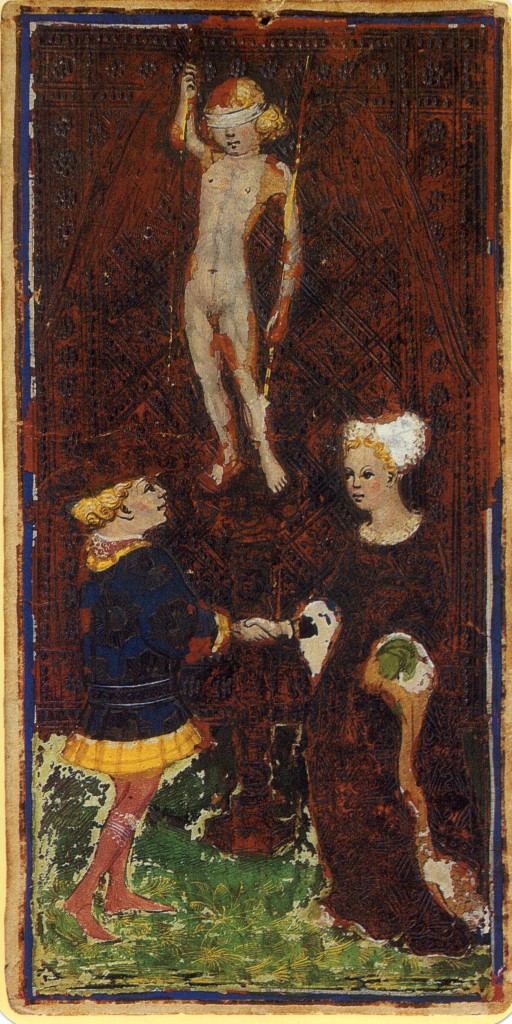
Tarot Visconti-Sforza, entre 1440 i 1470.
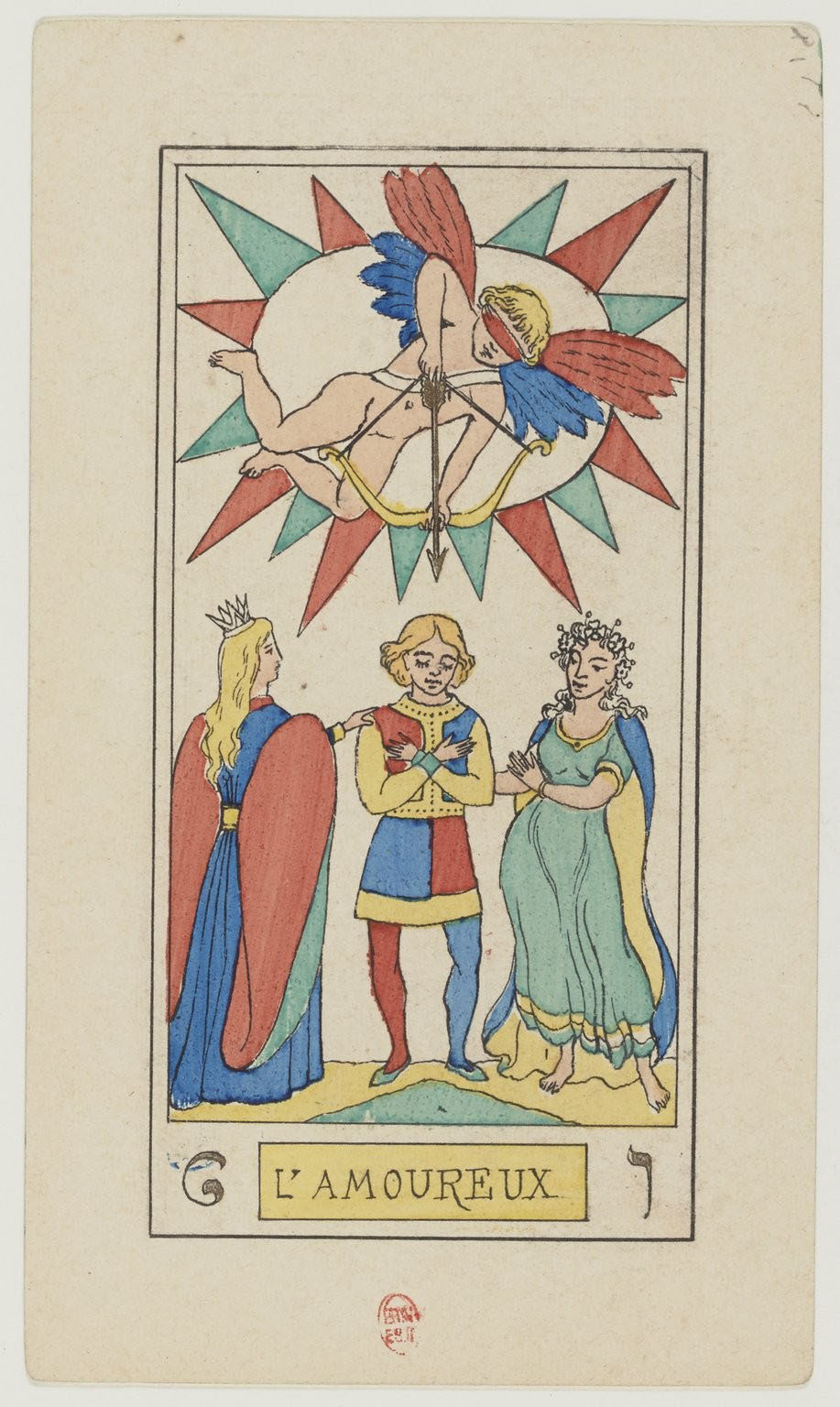
Tarot d'Oswald Wirth, 1889.
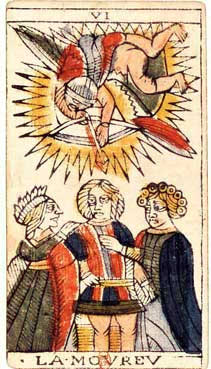
Tarot de Jean Dodal, entre 1701 i 1715.
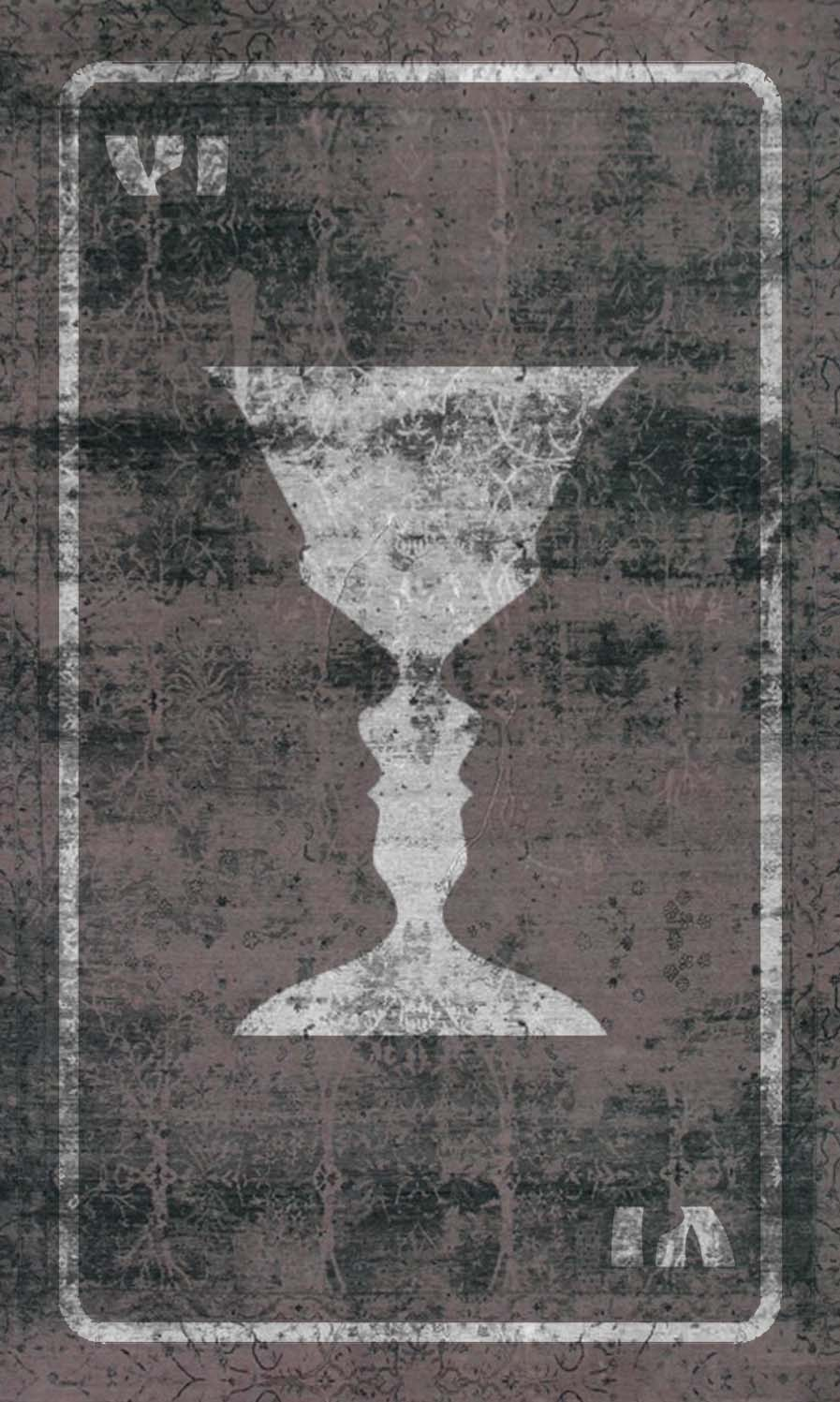
Tarot Satànic, 1996.
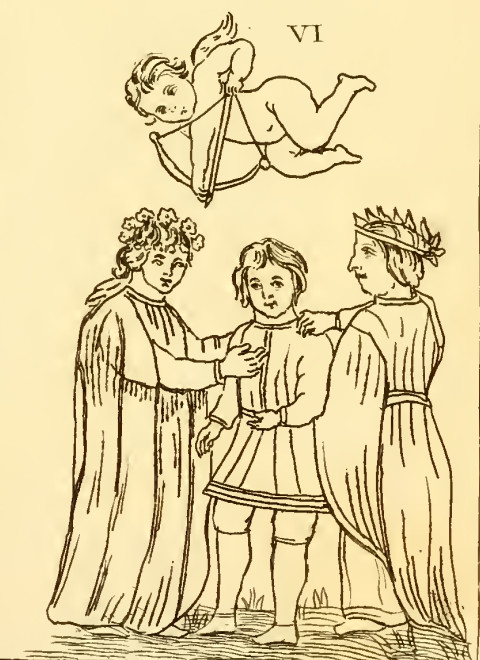
Disseny del trumfo del tarot d'Antoine Court de Gébelin per al seu assaig Du Jeu des Tarots, 1781.
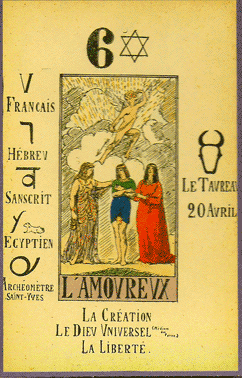
Disseny de l'arcà per al llibre de Papus Le Tarot Divinatoire. Le Livre des Mystères et les Mystères du Livre. Clef du tirage des cartes et des sorts. Avec la reconstitution complète des 78 lames du Tarot Égyptien et de la méthode d'interprétation. Les 22 arcanes majeurs et les 56 arcanes mineurs (1909).